# Shannon Barnett
Shannon Barnett (Traralgon, 1982) is een Amerikaanse jazztromboniste en -componiste.

## Biografie
Barnett voltooide in 2005 een bachelor aan het Victorian College of the Arts. Vanaf 2011 studeerde ze tot de master aan de State University of New York. Aanvankelijk speelde ze in bands als Vada, The Vampires en de Bennetts Lane Big Band. Ze trad ook op met het Australian Art Orchestra, Mother of Dreams and Secrets  van Barney McAll (met Kurt Rosenwinkel, Charlie Haden), Flap! en het sextet van Paul Grabowsky. Barnett toonde haar veelzijdigheid onder meer in wereldmuziekprojecten met de Australische band The Black Arm Band en het Tatana Village Choir uit Papoea-Nieuw-Guinea. In 2010 werkte ze ook als circusmuzikant in het experimentele Circus Oz.
In 2010 bracht ze haar debuutalbum uit. Na in 2011 naar New York te zijn verhuisd, trad Barnett daar op met muzikanten als Jon Faddis, Darcy James Argue, Cynthia Sayer en Dee Dee Bridgewater. Van 2014 tot 2018 was ze lid van de WDR Big Band uit Keulen. Ze maakt ook deel uit van het Grote Ensemble van Jan Schreiner. Sinds april 2019 is ze professor aan de Hochschule für Musik und Tanz Keulen. Barnett heeft op vele Australische festivals opgetreden en toerde onder meer in Zweden, Denemarken, Noorwegen en Mexico. Ze is ook te horen op albums van Murphy’s Law, The Bamboos, The Black Arm Band, Andrea Keller, the Echoes of Swing en Tamara Lukasheva.

## Prijzen en onderscheidingen
Barnett ontving een compositiesubsidie van de Australia Council in 2004. Het resulterende werk voerde ze in hetzelfde jaar op met de zangeres Gian Slater op het Melbourne Women's International Jazz Festival. In 2007 ontving ze de «Young Australian Jazz Artist of the Year» bij de Bell Awards. Haar debuutalbum Country werd genomineerd voor «Beste Jazzalbum of the Year» voor de AIR Awards 2010 en voor de ABC Limelight Awards 2011. In 2020 ontving Barnett de WDR Jazzprijs in de categorie «Improvisatie».

## Discografie
- 2017: Shannon Barnett Quartet Hype (Double Moon Records, met Stefan Karl Schmid, David Helm, Fabian Arends)
- 2009: Shannon Barnett Quartet Country (Which Way Music, met Nashua Lee, Christopher Hale, Ben Hendry)

- Gemeinsame Normdatei: 1278695095
- Library of Congress Control Number: no2016104206
- MusicBrainz: 7c02a8c3-e600-464f-b312-456bae405fd8
- Virtual International Authority File: 22147121808726392870
- WorldCat: E39PBJvCQVv4b9GdVV6WjXjDMP